# 라푼젤 끝나지 않은 이야기
《라푼젤 끝나지 않은 이야기》(영어: Tangled: Before Ever After)는 미국에서 제작된 톰 콜필드 감독의 2017년 2D 애니메이션, 모험, 코미디 영화이다. 디즈니 채널에서 오리지널 영화로 초연되었다. 월트 디즈니 애니메이션 스튜디오의 오리지널 영화 라푼젤과 라푼젤 그 이후 이야기 사이의 사건들을 배경으로 한다.
2017년 3월 10일 디즈니 채널에서 초연되었다. "Life After Happily Ever After"와 "Wind in My Hair"가 대표곡이다.

## 줄거리
《라푼젤》의 결말에서 6개월이 지나, 라푼젤은 남자친구인 유진과 시녀인 카산드라와 즐거운 삶을 보낸다. 하지만 유진이 궁정 생활에 빠르게 적응한 반면 라푼젤은 아직도 법도와 책임이 존재하는 삶을 받아들이기 힘들어하고, 왕국 너머를 향한 모험심을 감추지 못한다. 그런 라푼젤을 보는 부왕 프레드릭은 걱정을 감추지 못한다.
공주 대관식을 앞둔 연회가 열린 밤, 라푼젤은 유진의 청혼을 받는다. 하지만 유진을 사랑함에도 불구하고 공주로서의 삶을 부담스러워 한 라푼젤은 그것을 거절해 버린다. 혼란스러운 채로 방에 틀어박힌 라푼젤에게 카산드라는 기분 전환을 위해 왕궁 밖을 탐험하자고 말한다. 카산드라가 데려간 곳은 숲속, 과거 라푼젤과 왕비를 살린 치유의 꽃이 있던 장소였다. 그곳에는 절대 부서지지 않는 단단한 가시덩굴로 가로막힌 바위가 있었다. 라푼젤이 바위에 손을 댄 순간 그녀의 머리카락은 예전처럼 길게 자라나고, 가시덩굴도 자라나 라푼젤과 카산드라를 덮친다. 둘은 길어진 머리카락을 가지고 간신히 탈출하여 왕궁으로 되돌아 온다.
다음날 아침 라푼젤과 카산드라는 어떻게든 머리카락을 숨겨 보려 하지만 결국 유진에게 들켜 버린다. 라푼젤은 어마어마하게 큰 가발로 위장하여 대관식에 참석하기로 한다. 그러는 한편, '레이디 케인'의 부하를 자처하는 자들이 일부러 범죄를 저질러 왕궁 지하감옥에 투옥된다.
대관식 때 손님인 공작부인으로 위장하고 있던 레이디 케인이 감옥의 부하들을 풀어주고 대관식 현장을 덮친다. 레이디 케인은 국왕의 강력한 범죄자 소탕으로 감옥에서 사망한 아버지의 복수라고 밝히며, 국왕을 비롯한 귀족들을 포로로 잡는다. 라푼젤은 기회를 노려 자신의 머리카락을 드러내고, 유진과 카산드라와 힘을 합쳐 레이디 케인 일당을 제압한다. 사건은 일단락되지만, 간밤의 딸의 경솔한 행동을 알게 된 왕은 라푼젤에게 외출 금지령을 내린다.
상심한 라푼젤에게 유진은 비록 청혼을 거절당했지만 자신들의 관계는 유지될 것이라고 말한다. 라푼젤의 어머니 아리아나 왕비는 딸에게 자신의 옛날 일기를 주며 앞으로의 장애물을 헤쳐 나가도록 독려한다. 그리고 미지의 인물이 치유의 꽃이 있는 장소에 나타나며 영화가 끝난다.

## 성우진
| 배역                                                         | 원판                                    | 한국어 더빙판 |
| Rapunzel 라푼젤                                              | 맨디 무어                               | 박지윤        |
| Rapunzel 라푼젤                                              | 맨디 무어                               | 박새별(노래)  |
| Flynn Rider (Eugene Fitzherbert) 플린 라이더 (유진 피처버트) | 재커리 리바이                           | 위훈          |
| Mother Gothel 고델                                           | 도나 머피                               | 안경진        |
| Mother Gothel 고델                                           | 도나 머피                               | 이윤표(노래)  |
| Hook-Hand Thug 갈고리손남                                    | 브래드 개릿                             | 송용태        |
| Big Nose Thug 왕코남                                         | 제프리 탬버                             | 최재익        |
| Short Thug 고주망태남                                        | 폴 F. 톰프킨스                          | 류다무현      |
| Vladimir 블라디미르                                          | 리처드 킬                               | 이광수        |
| Stabbington Brothers 스태빙턴 형제                           | 론 펄먼                                 | 정승욱        |
| Stabbington Brothers 스태빙턴 형제                           | 론 펄먼                                 | 서문석        |
| Captain of the Guard 왕실경비대장                            | M. C. 게이니                            | 한상덕        |
| Young Rapunzel 유년시절 라푼젤                               | Delaney Rose Stein 덜레이지 로즈 스타인 |               |